# Airwalk

Airwalk es una marca de calzado en deportes de tabla (es decir, skate y surf), con sede en Denver, Colorado, Estados Unidos. Fue establecido en 1986 por Bill Mann, George Yohn y Jess Lagunda. A finales de los años 1980 y principios de 1990, la empresa diseño productos únicos y extrovertidos como zapatos, camisetas, botas de snowboard, y demás. Patrocinó a profesionales como Jason Lee, Tony Hawk, Matt Hoffman, Brian Foster entre otros.
En la actualidad Airwalk es una firma que se comercializa a gran escala por el mundo.
Airwalk Argentina cuenta con un equipo de deportistas conformado por diferentes disciplinas:
Bmx team:
Diego Parisi , Gabriel Herbotte, Juanjo Garcia, Emanuel Scutella.
Skate team:
Pedro Arce, Julian Ferrara, Julian, Martinez.
Surf team:
Josefina Ané.